# Justyna Bojczuk
Justyna Bojczuk (sinh ngày 21 tháng 8 năm 1995) là một diễn viên và diễn viên lồng tiếng người Ba Lan. Cô đã lồng tiếng cho nhân vật trong hàng loạt phim hoạt hình, anime, phim điện ảnh, phim sitcom và trong các trò chơi video.
Justyna Bojczuk trở nên nổi tiếng và được mọi người yêu mến nhờ việc lồng tiếng Ba Lan cho nhân vật Isabella Garcia-Shapiro trong sê-ri phim hoạt hình Phineas and Ferb. Cô cũng lồng tiếng Ba Lan cho nhân vật Iris trong sê-ri phim hoạt hình Pokémon.

## Thành tích nghệ thuật

### Phim truyền hình
- Beatka trong Do dzwonka[3]
- Alicja Kramer trong Warsaw Pact
- Żaneta Mikiciuk trong Barwy Szczęścia
- Matilda trong Violetta

## Lồng tiếng

### Anime và hoạt hình
- Isabella Garcia-Shapiro trong Phineas and Ferb
- Isabella Garcia-Shapiro/Isabella-2 trong Phineas and Ferb the Movie: Across the 2nd Dimension
- Iris và Leona trong Pokémon
- Iris trong Pokémon the Movie: Black—Victini and Reshiram and White—Victini and Zekrom
- Sweetie Belle trong My Little Pony: Friendship Is Magic
- Flo trong Puppy in My Pocket: Adventures in Pocketville
- Toph trong Avatar: The Last Airbender
- Shelly trong Sammy's Adventures: The Secret Passage
- Zoe trong Animalia
- Penny trong Despicable Me
- Darby trong My Friends Tigger & Pooh
- Linny trong Wonder Pets
- Billie trong Guess with Jess
- Zephie trong Chuggington
- Ivy trong The Wish That Changed Christmas
- Rosie và Bridget Hatt trong Thomas and Friends
- Priscilla trong Rango
- Sheena trong Hey Arnold!
- Impy trong Impy's Island[4]